# Sloanea sinemariensis
Espèce
Classification phylogénétique
Synonymes
Selon GBIF (22 mars 2022) et Tropicos (22 mars 2022) :
- Sloanea aubletii Sw.

Sloanea sinemariensis est une espèce d'arbre sud-américain, de la famille des Elaeocarpaceae (anciennement dans les Tiliaceae).
L'épithète spécifique sinemariensis fait référence au nom du fleuve Sinnamary en Guyane.

Il est connu en Guyane sous les noms génériques de Busi kuswe (Nenge tongo), Roucou sauvage, Roucou grand-bois, Châtaignier pays (Créole), Kusuweran (Kali'na), Irapkamwi (Palikur), Ulukupala-ni (Wayãpi), Alotasi (Aluku), Urucurana (Portugais), Broadleaf (créole du Guyana), Rafroe njannjan (Sranan tongo).

## Description
Sloanea sinemariensis est un arbre haut de 15–30 m, pour 40 cm de diamètre, doté de hauts contreforts raides et ramifiés, et d'un tronc cannelé au-dessus des contreforts, avec l'écorce brun rougeâtre.
On le reconnaît à ses fleurs de couleur blanc verdâtre à jaunâtre et ses capsules couvertes d'épines rouges, s'ouvrant pars des valves de couleur rose à l'intérieur.
Le bourgeon apical est de forme ovoïdes à lancéolée ou conique, finement pubérulents roux, et mesure environ 4 × 2,5 mm (rarement plus large que l'apex de la tige, ou, s'il l'est, les rameaux dépassent 4–6 mm de diamètre près de l'apex).
Les rameaux mesurent 4-6 mm de diamètre, sont finement pubérulents, devenant glabres, lisses, brun grisâtre, avec des cicatrices foliaires proéminentes.
Les feuilles sont disposées en spirale, mesurent 11,8 x 10 à 30,5 x 20 cm, de forme largement elliptique ou obovale à suborbiculaire, à apex obtus à arrondi ou tronqué, et à base tronquée.
La marge est ondulée.
Le limbe est finement à fortement coriace.
Les feuilles sont glabres, à l'exception parfois de la nervure médiane pubérulente sur le dessus.
La nervation eucamptodrome à wikt:craspédodrome (surtout dans la moitié supérieure).
Les nervures médiane et secondaires sont imprimées sur la surface supérieure.
Les 6-9 paires de nervures secondaires sont ascendantes (avec des angles < 70° par rapport à la nervure médiane), droites ou légèrement arquées, parallèles à légèrement convergentes.
Les nervures tertiaires sont obliques, parallèles.
La nervation d'ordre supérieur est principalement perpendiculaire aux tertiaires.
Le pétiole est long de (1,5)3 à 11 cm, finement pubérulent au début, puis glabre.
Les stipules sont longues de 2,5-3 mm, caduques, de forme lancéolée, à apex aigu, pubérulent apprimé, uniformément colorées.
L'inflorescence est axillaire et groupée sous les feuilles.
Elle consiste en une panicule longue de 3-7 cm, ramifiée à partir de la base, finement pubérulente.
Le pédoncule est long de 0-3 mm.
Le pédicelle est long de 5-9 mm.
Les bractées de forme lancéolée sont longues de 1-1,5 mm.
On observe 4(-5) sépales longs de 2-4 mm, de forme lancéolée, à apex aigu, largement étalés et finalement réfléchis, libres, avec une valve d'estivation, entourant complètement le bouton floral, densément et finement tomenteux à l'extérieur, plus clairsemés à l'intérieur.
Les pétales sont absents.
Le réceptacle floral mesure environ 2,5 mm de diamètre, est plat, quadrangulaire, pubérulent, ponctué.
On compte 80-90 étamines, avec le filets long d'environ 2,5 mm, glabre.
Les anthères sont longues d'environ 1,5 mm, minces, oblongues, arrondies à l'apex, glabres, latéralement déhiscentes, dotées d'un appendice non développé sur le connectif.
L'ovaire est long de 1,5-2 mm, de forme ovoïde, à 4 angles, densément pubescent, comportant 4 loges.
Le style est long de 2,5-3 mm, courtement quadrilobé, apprimé pubérulent dans sa moitié inférieure.
Le fruit est un capsule contenant une graine solitaire, mesurant 2-2,7 x 1-1,8 cm (sans les épines), de forme ellipsoïde, à apex et à base aigus, légèrement et finement pubérulents, à 4 valves épaisses d'environ 2 mm, densément épineuses.
Les épines sont monomorphes, longues jusqu'à 8 à 10(13) mm pour 0,4–0,5 mm de diamètre, droites, s'amenuisant de la base à l'apex, pointues, de section cylindrique, portant de minuscules poils antrorse épars, persistantes,.

## Taxonomie
Le nom Sloanea sinemariensis a souvent été utilisé à tort pour diverses espèces des Antilles et du nord de l'Amérique du Sud (ex : S. eichleri, S. dentata et S. grandiflora).
L'espèce n'était en effet connue que du spécimen de type de Aublet (fertile avec un jeune bouton floral) jusqu'en 1996, et la plupart des auteurs, y compris la dernière monographie ne se sont appuyés que sur la planche plutôt rudimentaire de l'ouvrage d'Aublet, qui montre de larges feuilles et une courte inflorescence d'un type couramment observé chez plusieurs autres espèces. Cependant, au cours des dernières années, plusieurs nouvelles collections fertiles très similaires au type ont été collectées, il est donc maintenant possible de le placer avec une certaine confiance. Elle possède un calice de 4 sépales valvulaires enserrant complètement le bouton floral, ce qui la distingue immédiatement des espèces S. eichleri, S. dentata et S. grandiflora avec lesquelles elles étaient autrefois confondues. Ces derniers sont tous caractérisés par des sépales plus nombreux à estivation ouverte, avec les étamines exposées en bouton. Cependant, dans le grand groupe d'espèces ayant 4 sépales valvulaires entourant le bouton floral, il est inhabituel d'avoir de si petites fleurs.
Les spécimens stériles peuvent être confondus avec S. usurpatrix, il peut donc y avoir des doutes concernant les identifications des spécimens en Amazonie centrale.

## Répartition
Sloanea sinemariensis est présent du Venezuela (Amazonas : río Mawarinuma), à l'Amazonie brésilienne, en passant par le Guyana, le Suriname, la Guyane, et le Pérou amazonien.

## Écologie
Sloanea sinemariensis est affectionne les forêts sempervirentes de plaine, autour de 100–200 m d'altitude au Venezuela, et généralement, dans les forêts pluviales anciennes de plaine, sur les sols de sables bruns ou granitiques, et les latosols jaunes d'Amazonie centrale, jusqu'à 450 m d'altitude. Il semble qu'il fleurit en novembre et que ses fruits sont mûrs en avril.

## Utilisation
La décoction d'écorce de Sloanea spp. est réputée fébrifuge en Guyane. Les feuilles servent à confectionner des paniers pour transporter les cassaves au Guyana. Le bois sert à la construction de la charpente des carbets.

## Protologue

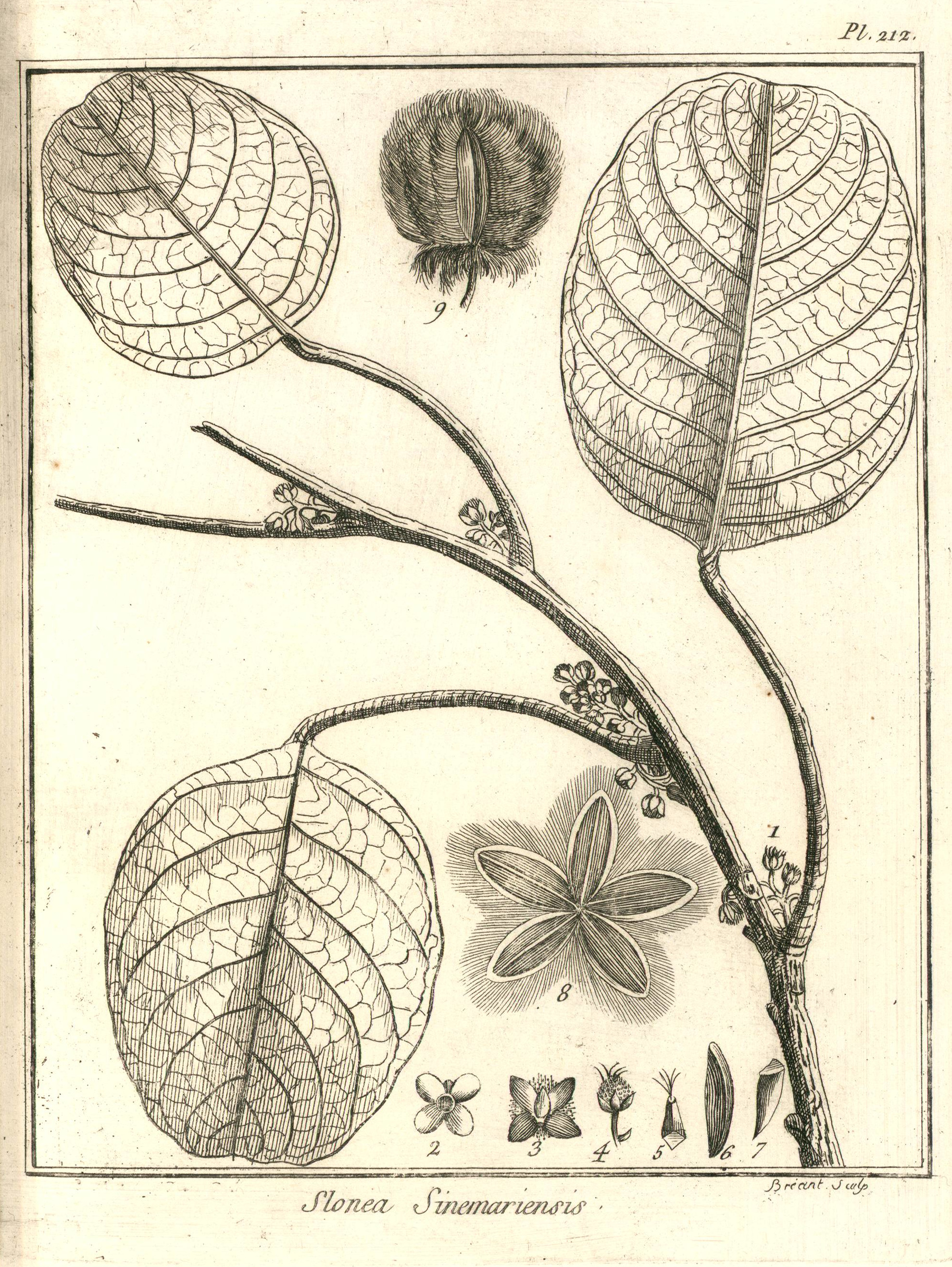
Sloanea sinemariensis par Aublet (1775)
Planche 212. - 1. Bouquet de fleurs. - 2. Calice épanoui. Diſque. - 3. Calice vu en deſſous. - 4. Fleur dans ſon état naturel. Écaille du pédoncule. - 5. Piſtil. - 6. Semence. - 7. Portion de ſemence coupée en travers. - 8. Capſule ouverte en cinq valves. - 9. Capſule.

En 1775, le botaniste Aublet propose le protologue suivant : 

« SLOANEA (Sinemarienſis) foliis ſubrotundis, integerrimis ; fructu parvo, acuteis hiſpido. (Tabula 212.) 
Arbor trunco quadraginta & quinquaginta-pedali, in cacumine ramos plures, hinc & indè ſparſis emittente. Folia alterna, ſubovata, ampla, rigida, glabra, integerrima, apice ſæpiùs emarginata, longè petiolata, ſubpendula. Stipulæ binæ, oblongæ ,anguſtæ acutæ, deciduæ Flores corymboſi, axillares ; ſinguli pedunculati, pedunculo ad baſim squamula munico.
Florebat, fructumque ferebat Novembri.
Habitat in ſylvis Sinémari.
Nomen Caribæum OULOUQUA-PALOU.

LE QUAPALIER à petit fruit. (Planches 212.)
Le tronc de cet arbre s'élève à quarante & même cinquante pieds, ſur deux pieds de diamètre. Son écorce eſt épaiſſe, rouſſâtre, ridée & gerſée. Son bois eſt rougeâtre, dur & compacte. Il pouſſe à ſon ſommet de groſſes branches, les unes droites, & d'autres inclinées, qui ſe répandent en tous ſens. Elles ſont chargées de rameaux garnis de feuilles alternes, entières, vertes , liſſes, arrondies, fermés, ſèches, & quelquefois échancrées à leur extrémité ſupérieure. Celles-ci ſont partagées par une nervure longitudinale qui en jette pluſieurs latérales ſaillantes en deſſous. Leur pédicule eſt long, un peu ligneux, cylindrique, renflé à ſes deux extrémités : il eſt accompagné de deux stipules larges, longues & aiguës, qui tombent de bonne heure. Les plus grandes feuilles ont un pied de longueur, ſur près de neuf pouces de largeur. 
Les fleurs naiſſent par petits bouquets à 1'aiſſelle des feuilles ; chaque pédoncule eſt garni d'une écaille à ſa baſe. Leur calice eſt dune ſeule pièce diviſée en cinq parties, dont une eſt plus courte. 
II n'y a point de corolle. 
Les étamines ſont en grand nombre ; on en compte plus de cent placées ſur un diſque velu qui couvre le fond du calice. Leur filet eſt très court. L'anthère, qui fait corps avec le filet, eſt longue, à deux bourſes ſéparées par un ſillon. 
Le piſtil eſt un ovaire arrondi, velu, à quatre ou cinq côtes, ſurmonté d'un style court, terminé par quatre ou cinq stigmates grêles. Ce piſtil eſt couvert par les étamines qui l'entourent ; il n'y a que les ſtigmates qui le débordent. 
L'ovaire dans ſa maturité devient une capsule verdâtre, hériſſée de longs piquants, grêles, que l'on détache facilement, & alors la capſule paroit à quatre ou cinq côtes. Elle eſt à quatre ou cinq loges qui renferment chacune une semence oblongue, enveloppée d'une ſubſtance rouge. La capſule s'ouvre de la pointe à la baſe en quatre ou cinq valves. 
Cet arbre eſt nommé OULOUQUA-PALOU par les Galibis. 
Je l'ai trouve dans les forêts qui aboutiſſent au bord de la rivière de Sinémari, à trente lieues de ſon embouchure. Il étoit en fleur & en fruit dans le mois de Novembre. 
Le bouton de la fleur & le fruit ſont repréſentés de grandeur naturelle. L’on a groſſi les autres parties de la fleur. »

— Fusée-Aublet, 1775.